# Hauptfeuerwache Favoriten
Die Hauptfeuerwache Favoriten im 10. Wiener Gemeindebezirk ist eine der neun Hauptfeuerwachen der Berufsfeuerwehr Wien.

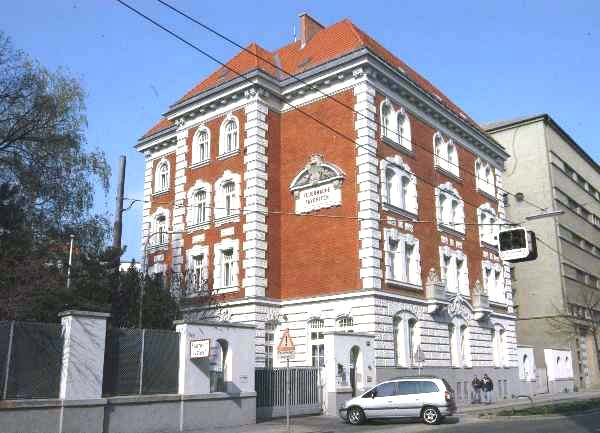
Hauptfeuerwache Favoriten

## Feuerwehr in Favoriten
Die erste Berufsfeuerwehr in Favoriten war im Hause des Gastwirtes Kasimir Reisinger in der Favoritenstraße 65 untergebracht. Zwei Mann und die Unterstützung durch Rauchfangkehrer und Dachdecker war die Mannschaft, die eine Feuerspritze und einen Wasserwagen als Ausrüstung hatten. Nach dem Bau des Amtshauses für den 10. Bezirk in der Laxenburger Straße wurde die Feuerwache dorthin verlegt, in die Berufsfeuerwehr Wien eingegliedert, personell aufgestockt und moderner ausgerüstet.

## Baugeschichte
Die Hauptfeuerwache Favoriten in der Sonnwendgasse 14 wurde 1909 als erste Hauptfeuerwache der Berufsfeuerwehr Wien auf dem Gelände des 1899 aufgelassenen Gaswerks Favoriten errichtet. Die Fahrzeughalle mit den fünf Toren entstand aus dem Umbau eines bereits bestehenden Gebäudes (Reiniger-Haus). Daran angebaut war das so genannte Übungshaus, dem Schlauchtrockenturm mit einer vierstöckigen Übungsfassade. Das Offiziersgebäude wurde neu errichtet.
Zwar war die Hauptfeuerwache Favoriten mit fünf Elektroautomobilen ausgerüstet, doch es gab auch noch Reservefahrzeuge für Pferdebespannung und Stallungen samt Nebenräumen (Futterkammer, Geschirrkammer) für sieben Pferde. Während des Zweiten Weltkriegs wurde die Hauptfeuerwache schwer beschädigt, so dass sie großteils neu errichtet und am 6. Oktober 1951 wieder eröffnet wurde. Die dafür notwendigen Pläne stammen vom Architekten Diplom-Ingenieur Brandstätter. Von den ursprünglich errichteten Gebäuden ist nur noch das einzeln stehende ehemalige Wohngebäude für Feuerwehrangehörige erhalten geblieben, das unter Denkmalschutz steht. Der Sockel einer in einer Grünanlage befindlichen Uhr wurde von Wander Bertoni gestaltet.

## Einsatzbereich
Die Hauptfeuerwache Favoriten bildet mit der Zugfeuerwache Simmering und der Gruppenwache Rudolfshügel (Favoriten) die Brandschutzsektion 3. Gemeinsam betreuen sie die Bezirke Wieden, Margareten, Favoriten, Simmering sowie Teile der Bezirke Landstraße und Liesing. Im Gebäude versahen 2007 34 Einsatzkräfte, eine Löschbereitschaft, ein Großtanklöschfahrzeug sowie eine Motorradstaffel Dienst.